# Смит, Эллисон Дюрант
Эллисон Дюрант «Коттон Эд» Смит (англ. Ellison DuRant «Cotton Ed» Smith; 1 августа 1864, Линчберг, Южная Каролина — 17 ноября 1944, Линчберг) — американский политик, член консервативного крыла Демократической партии, представитель штата Южная Каролина — сенатор с 1909 по 1944 год; стал известен своими расистскими взглядами и пропагандой превосходства белых; являлся сторонником сохранения сегрегации на Юге США; проиграл последние выборы, но скончался за полтора месяца до окончания срока своих полномочий — умер на родном ранчо, в той же постели, в которой и родился.

## Работы
- What the democratic party has done for agriculture, an address (1923)